# دختر هیمالیا
دختر هیمالیا یا سرباز هیمالیا (نام علمی: Athyma opalina) گونه‌ای پروانه‌است که در سرده Athyma و تیره فرچه‌پایان قرار دارد. این گونه بیشتر در نواحی استوایی و نیمه استوایی آسیا زندگی می‌کند.

## نگارخانه

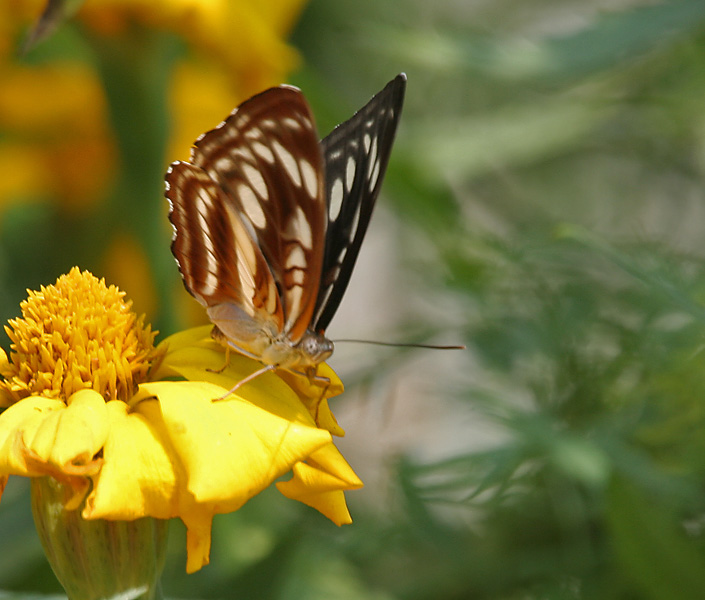
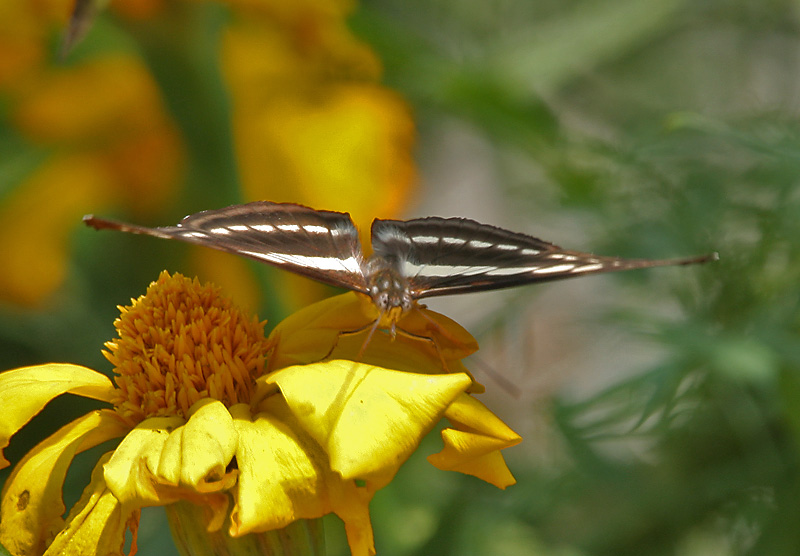
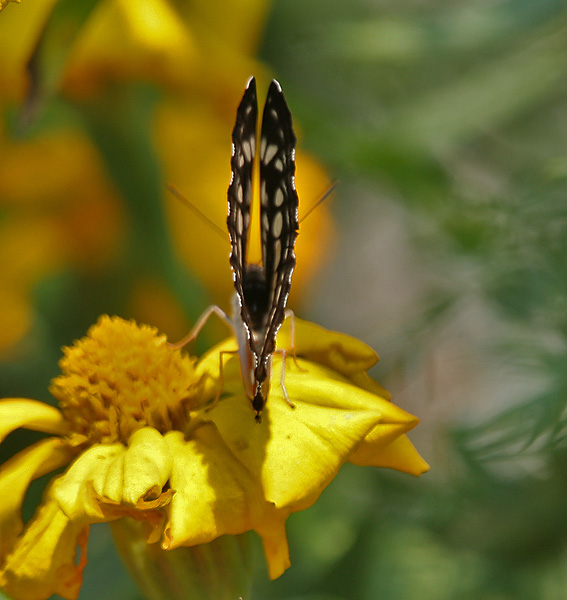